# Браян Міккельсен
Браян Міккельсен (дан. Brian Mikkelsen) — данський політик, член Консервативної народної партії, міністр торгівлі, бізнесу та економічного зростання Данії з 2016 року. З 21 вересня 1994 року — член Фолькетингу.

## Політична діяльність
Міккельсен був міністром культури Данії з листопада 2001 року по вересень 2008 року, міністром юстиції з вересня 2008 року по лютий 2010 року та міністром економіки та бізнесу з лютого 2010 року по жовтень 2011 року. 28 листопада 2016 року він був призначений міністром торгівлі, бізнесу та економічного зростання.

### Інша діяльність
Міккельсен з 2001 року був членом виконавчого комітету Всесвітнього антидопінгового агентства, а з 2004 по 2006 рік — віце-президентом.
У різний час він також займав такі посади:
- Європейський банк реконструкції та розвитку (ЄБРР), колишній член Ради керуючих[3];

- Європейський інвестиційний банк (ЄІБ), екс-офісний член Ради керуючих[4];

- Північний інвестиційний банк (NIB), екс-офісний член Ради керуючих[5].